# Робърт Морли
Робърт Морли (на английски: Robert Morley) е британски актьор. 

## Биография
Робърт Морли е роден на 26 май 1908 година в Семли, Уилтшър, Великобритания. Син е на Гертруда Емили (родена Фас) и Робърт Уилтън Морли, майор от британската армия.  Майка му произхожда от немско семейство, което емигрира в Южна Африка. Морли посещава Уелингтън Колидж (Wellington College) в Бъркшир, който мрази, след това посещава РАДА (RADA).  Тъй като е известен като „стария уелингтънец“, поколения директори се опитват да се свържат с него, без успех, като Морли заявява, че „единствената причина да посетя Уелингтън ще бъде да го изгоря“. 

### Кариера
Морли играе и в театъра и в киното, като обикновено въплъщава на екрана и сцената вторични образи на надути британски джентълмени, драматурзи или писатели. Номиниран е за Оскар и Златен глобус. Кариерата му продължава повече от половин век, той е един от най-търсените филмови актьори от своето поколение, но и постоянен привърженик на театралната сцена, на която той не само играе, но и поставя спектакли.  Появата му във второстепенни персонажи понякога засенчва главните герои на филма.
В киното Морли се прочува с дългогодишното си сътрудничество с режисьора Джон Хюстън, което доведе до проектите „Африканската кралица“, „Победи дявола“ и „Грешният Дейви“. През 1960 г. актьорът се превъплъщава като писателя Оскар Уайлд в едноименния биографичен филм, а през 1965 г. играе запомнящия се вестникарски магнат Лорд Ронсли в популярната комедия „Приключения във въздуха“. Актьорският арсенал на Морли е особено доминиран от крале и благородници - Луи XVI, Джордж III, Луи XI, Лео X. Морли също е успешен драматург, той написа седем пиеси, най-известната от които, Едуард, моят син, е екранизирана през 1949 година от Джордж Кюкор. 
Общо Морли изпълнява над сто различни роли в киното и около тридесет в театъра. 

### Персонален живот
Робърт Морли се жени за Джоан Бакмастър (1910–2005), дъщеря на Гладис Купър.  По-големият им син Шеридън Морли става писател и критик. Те също имат дъщеря Анабел и друг син Уилтън.
Морли е назначен за командир на Ордена на Британската империя (CBE) през 1957 г. и също е предложен за рицарско звание през 1975 г., но отказва. 
Живее десетилетия в Уоргрейв, Бъркшир. 

### Смърт
Робърт Морли почива в Рединг, Англия, от инсулт, на 84-годишна възраст. 

## Избрана филмография
| година | филм                 | оригинално заглавие | роля                     | режисьор        |
| ------ | -------------------- | ------------------- | ------------------------ | --------------- |
| 1951   | Африканската кралица | The African Queen   | Самуел Сейер             | Джон Хюстън     |
| 1959   | Клевета              | Libel               | Сър Уилфред              | Антъни Аскуит   |
| 1964   | Топкапъ              | Topkapi             | Седрик Пейдж             | Жул Дасен       |
| 1966   | Нежният мошеник      | Tendre voyou        | Лорд Едуард Суифт        | Жан Бекер       |
| 1966   | Хотел „Парадизо“     | Hotel Paradiso      | Хенри Кот                | Питър Гленвил   |
| 1967   | Седем пъти жена      | Sette Volte Donna   | Доктор Ксавие, психиатър | Виторио Де Сика |